# Tiki Gelana
Tiki Gelana, född 22 oktober 1987, är en etiopisk friidrottare.
Gelana blev olympisk mästare i maraton vid olympiska sommarspelen 2012 i London.